# SN 2008bw
SN 2008bw – supernowa typu Ia odkryta 21 kwietnia 2008 roku w galaktyce UGC 11241. W momencie odkrycia miała maksymalną jasność 18,00m.